# Kokill

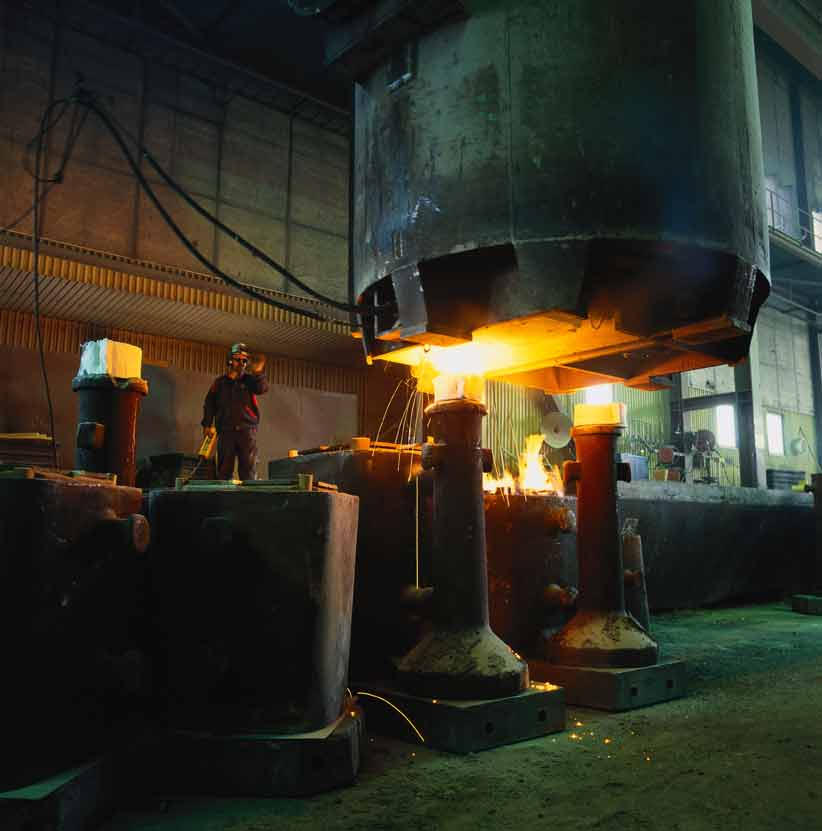
Gjutning av verktygsstål i kokiller i Uddeholms AB, Hagfors.

Kokill [kåki'll; fr. coquille, av lat. conchylium, mussla], en gjutform av tackjärn, i vilken smälta metaller gjuts för att erhålla en för deras vidare användning lämplig form. 
De kokiller, som i masugnar används för att uppta det smälta tackjärnet, har form av öppna rektangulära skålar av en storlek, som motsvarar de tackjärnsgaltars, som man önskar erhålla, och är vanligen förenade med varandra i långa rader, så att det flytande tackjärnet kan rinna ur den ena i den andra. De kokiller, som användas för upptagande av götmetall (se göt, järn) är stående och av kvadratisk, rektangulär, cirkelrund, 6- eller 8-kantig o. s. v. genomskärning. Ibland är dessa kokiller gjutna i två hälfter, som sätts ihop före gjutningen och hålls samman med klamrar, för att götet lättare skall kunna uttagas efter stelnandet. Man begagnar i regel kokiller gjutna i ett stycke, men dessa måste vara avsmalnande åt ena ändan för att lätt kunna lyftas från det stelnade götet.
Kokillerna nyttjas emellertid inte endast som gjutformar, utan även, i synnerhet vid vissa slag av tackjärnsgjutning, för att ge gjutgodset en viss textur och hårdhetsgrad. Till följd av tackjärnskokillens starka värmeledning stelnar nämligen det smälta tackjärnet, som kommer i beröring med kokillväggarna, mycket hastigt, varför dess kol ej hinner avskilja sig i form av grafit. På detta sätt erhåller gjutgodset en hård yta av vit textur, vars djup på många sätt kan varieras genom olika gjutjärnsblandningar, kokillens godstjocklek o. s. v. Genom sådan s. k. kokillhärdning kan man åt samma gjutpjäs på olika ställen få olika hårdhetsgrad genom att de ställen, som bör vara hårdare, gjuts med kokill, medan den övriga pjäsen formas i sand. 
Medelaktivt radioaktivt avfall
Medelaktivt avfall blandas med betong och gjuts in i plåt- eller betonglådor, så kallade kokiller. Kokillerna förvaras i ett mellanlager på kärnkraftverket innan de transporteras till SFR. I SFR förvaras kokillerna i stora bergrum.
Efter 500 år har radioaktiviteten minskat till den nivå som finns naturligt i berget runt omkring